# Jo Ann Davis
Jo Ann Davis (Contea di Rowan, 29 giugno 1950 – Gloucester, 6 ottobre 2007) è stata una politica statunitense, membro della Camera dei Rappresentanti per lo stato della Virginia dal 2001 al 2007.

## Biografia
La Davis, un'agente immobiliare, entrò in politica nel 1997, quando cioè venne eletta alla Camera dei Delegati della Virginia. Dopo aver servito due mandati, la donna decise di candidarsi alla Camera dei Rappresentanti quando il deputato in carica Herbert H. Bateman annunciò le sue dimissioni per via di gravi problemi di salute. Bateman morì l'11 settembre del 2000 e la Davis avviò la sua campagna elettorale per prendere il suo posto nel Congresso successivo. Alla fine la Davis vinse le primarie repubblicane, sebbene il governatore della Virginia James Gilmore avesse sostenuto il suo avversario. Dopo questa vittoria, la donna conquistò il seggio arrivando prima anche nelle elezioni generali.
La Davis divenne quindi la seconda donna a rappresentare lo stato della Virginia alla Camera dei Rappresentanti e la prima repubblicana.
A differenza del moderato Bateman, la Davis si fece subito notare per il suo piglio estremamente conservatore, soprattutto in materia sociale. Nel 2002 votò a favore della risoluzione che consentiva agli Stati Uniti di invadere l'Iraq.
Jo Ann Davis, sposata con Chuck Davis dal 1974 e madre di due figli, dovette fare i conti con un cancro al seno nel 2005. Per debellarlo si sottopose ad una mastectomia parziale nel luglio del 2006. Tuttavia nel 2007 fu ricoverata per un ritorno del tumore, che non riuscì a curare in tempo e che la portò alla morte il 6 ottobre dello stesso anno.